# Барадили
Барадили (итал. Baradili) је насеље у Италији у округу Ористано, региону Сардинија.
Према процени из 2011. у насељу је живело 90 становника. Насеље се налази на надморској висини од 164 м.

## Становништво
| 1931. | 1936. | 1951. | 1961. | 1971. | 1981. | 1991. | 2001. | 2011. |
| ----- | ----- | ----- | ----- | ----- | ----- | ----- | ----- | ----- |
| 186   | 198   | 210   | 188   | 159   | 136   | 119   | 95    | 90    |